# 元興 (呉)
元興（げんこう）は、三国時代、呉の末帝孫晧の治世に行われた元号。
264年 - 265年。

## 出来事
- 元年7月：孫休崩御。末帝孫晧が即位。永安7年を元興と改元。
- 2年は4月：甘露と改元。

## 西暦・干支との対照表
| 元興 | 元年  | 2年   |
| 西暦 | 264年 | 265年 |
| 干支 | 甲申  | 乙酉  |

## 他元号との対照表
| 元興 | 元年   | 2年   |
| 魏   | 咸熙元 | 咸熙2 |